# Rembang (stad)
Rembang is een Indonesische stad op het eiland Java. De stad is gelegen in de provincie Midden-Java, ongeveer 160 km ten noordwesten van Surabaya en is de hoofdstad van het gelijknamige regentschap Rembang. Rembang is een belangrijke haven aan de Javazee.

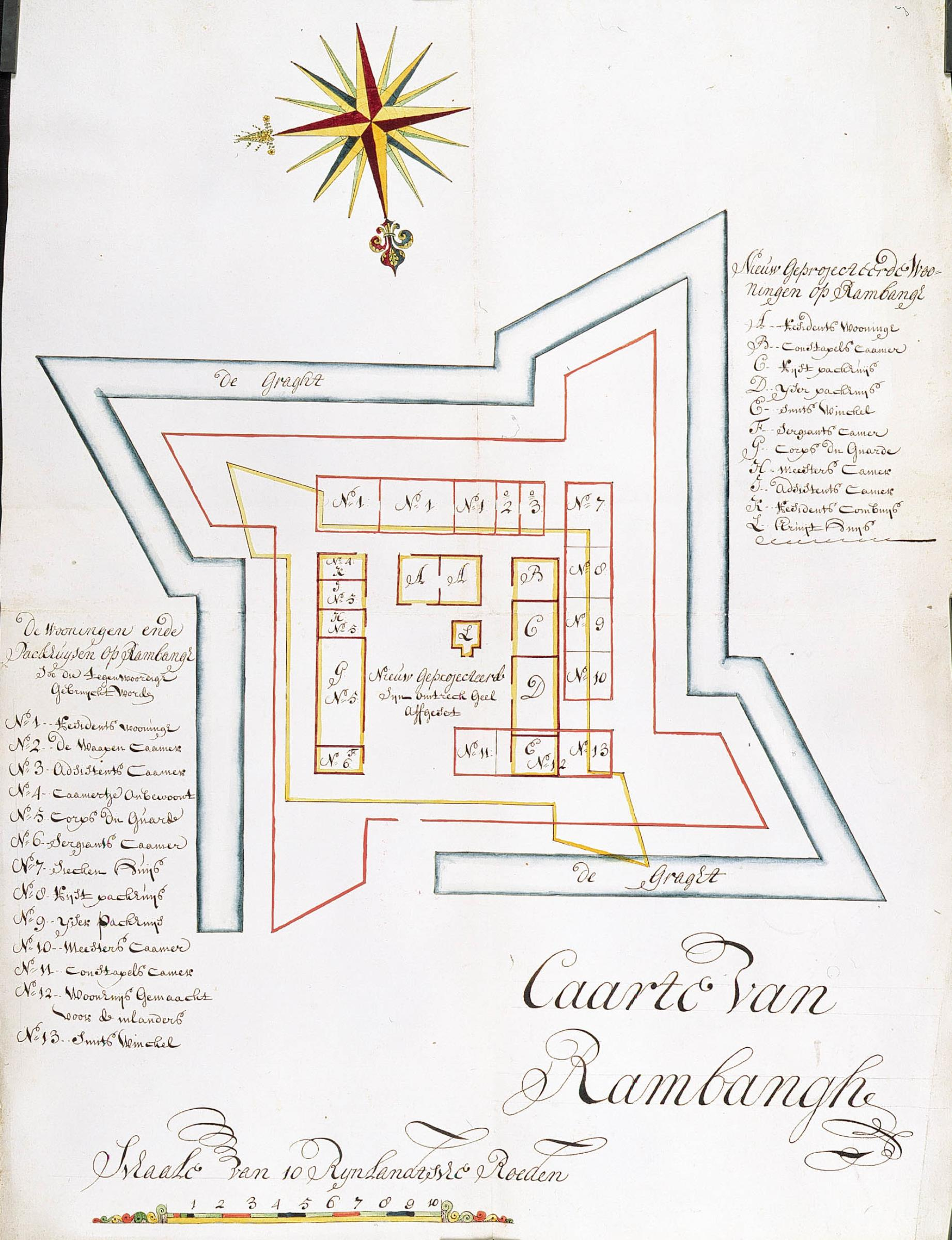
Plattegrond van Rembang (ca. 1709)